# Хјуго Блек
Хјуго Лафејет Блек (енгл. Hugo Lafayette Black; Ешланд, Алабама, САД, 27. фебруар 1886 — Бетесда, Мериленд, 25. септембар 1971) је био амерички политичар и правник. Блек је између 1927. и 1937. био сенатор САД из Алабаме, а након тога је служио као придружени судија Врховног суда Сједињених Америчких Држава. У Врховни суд га је именовао председник Френклин Д. Рузвелт, а његово именовање је потврђено у Сенату гласовима 63 сенатора, док их је 16 било против. Блек је био први од девет судија Врховног суда које је именовао Рузвелт, а остао је у Суду дуже од свих изузев Вилијама О. Дагласа. Сматра се једним од најутицајнијих судија 20. века, а његов мандат од 34 године је пети најдужи у историји Суда.

## Политичка каријера
Блек се на почетку своје политичке каријере придружио Кју-клукс-клану. Током кампање за сенатора, сматрао је да му требају гласови чланова Клана. Пред крај живота, признао је да је придруживање Клану била грешка, али је додао да би се „придружио било којој групи која би му помогла да добије гласове“. Изабран је у Сенат 1926, након повлачења Оскара Андервуда. Лако је поразио противкандидата из Републиканске странке, освојивши 80,9% гласова. Поново је изабран 1932, освојивши 86,3% гласова. Блек је био велики присталица Френклина Д. Рузвелта и Њу дила, и гласао је за Закон о реорганизацији судства из 1937. Овај закон је био Рузвелтов неуспешни покушај да придобије непријатељски Врховни суд на своју страну тако што ће повећати број судија. Блек је сматрао да су акције Врховног суда против Њу дила неоправдане. По његовом мишљењу, Суд је неправилно обарао законске прописе који су усвојени великом већином у Конгресу.
Током своје политичке каријере, Блек је сматран верним поборником либералних политика и грађанских слобода.

## Врховни суд
Након неуспеха плана да повећа број судија, Рузвлет је добио прву прилику да именује судију у Врховни суд након повлачења конзервативног судије Вилиса ван Девантера 1937. У најужем кругу кандидата за избор су били Хуго Блек, Шерман Минтон и Стенли Форман Рид. Рузвелт је изабрао Блека, који је као сенатор гласао за сва 24 велика Њу дил програма. Иако је, према традицији, сенатор који је именован на функцију у извршној или судској власти потврђиван одмах и без расправе, Сенат је напустио ову традицију први пут од 1853. Блек је, између осталог, критикован и због чланства у Клану, када је то изашло у јавност. Сенат је ипак потврдио Блеково именовање. Против је било 16 сенатора, 10 из Републиканске и 6 из Демократске странке.
Блек је био познат по свом залагању за текстуалистичко тумачење Устава САД и по свом ставу да су слободе гарантоване Повељом о правима наметнуте државама („инкорпорисане“) ратификацијом четрнаестог амандмана.
Након што се придружио Суду, Блек се залагао за судску суздржаност, сматрајући да Суд не треба да се меша у друштвена и економска питања. Енергично је бранио „оригинално“ значење Устава, укорењено у идејама времена у којем је настао, и истицао супремацију законодавне власти. За Блека, улога Врховног суда је била ограничена и прописана Уставом.
Блек се противио доктрини „суштинског законског поступка“ (Врховни суд је раније, у времену противљења Њу дилу, користио овај концепт покушавајући да онемогући власт да доноси законе који би угрозили слободу власника капитала),
Током раних година у Врховном суду, помогао је да се укине неколико ранијих судских пресуда које су биле засноване на уском тумачењу овлашћења савезних органа. На овај начин су потврђени многи закони Њу дила, који би били обарани под ранијим преседанима. Блеку су се 1939. у Суду придружили Феликс Франкфуртер и Вилијам О. Даглас. Даглас је гласао са Блеком у неколико случајева, посебно оних који су се односили на први амандман, док је Франкфуртер убрзо постао један од Блекових идеолошких непријатеља.
Након смрти Харлана Стоуна, Труман је именовао Фреда М. Винсона за председника суда. Винсонов мандат се подударао са почетком „црвене страве“, периода јаког антикомунизма у САД. Блек је гласао против неколико пресуда којима је потврђена уставност антикомунистичких закона који су усвојени током овог периода.
Блек је инсистирао на строгој одвојености цркве и државе. Аутор је већинског мишљења у предмету Енгел против Витала, у којем је Суд прогласио неуставном праксу држава да прописују молитве у државним школама.
Винсон је умро 1953, а наследио га је Ерл Ворен. Иако су сви чланови Суда били „Њу дил либерали“, Блек је, заједно са Вореном, Дагласом, Бренаном и Голдбергом, припадао најлибералнијем крилу Суда. Међутим, његова мишљења су се понекад разилазила са мишљењима већине у Вореновом суду. Блек је веровао да у тексту Устава не постоји основ за „право на приватност“, те је у предмету Грисволд против Конектиката гласао против признавања овог права.
Блек се повукао из Суда 17. септембра 1971, а умро је осам дана касније, 25. септембра 1971. Један је од 12 судија Врховног суда који су сахрањени на Националном гробљу Арлингтон.